# Johanna Maria Andersson
Johanna Maria Andersson, född Hansdotter 20 juli 1835 i Malmö, död 5 februari 1907 i Stockholm, var en svensk läkekvinna som kallades för Lundakvinnan. Hon var dotter till Elna Hansson, som även hon kallades för Lundakvinnan, och fortsatte sin mors praktik med behandling av sår och benbrott i Malmö under det sena 1800- och tidiga 1900-talet.

## Biografi
Johanna Maria Andersson tillhörde en familj där kvinnorna i sex generationer tillbaka verkat som lekmannaläkare eller "kloka gummor" specialiserade på benbrott och sårläkning. Hon var dotter till Elna Hansson, dotterdotter till Marna Nilsdotter och mor till Hedda Andersson. Hon lärdes upp i läkekonsten av sin mor, men blev inte lika känd som hon och har inte heller lämnat lika många spår efter sig.
Johanna Maria Andersson gifte sig år 1860 med Jöns Andersson, som var skrivare vid hamnförvaltningen. I äktenskapet föddes fem barn, men endast dottern Hedda Andersson överlevde barndomen. Det första barnet, en dotter född endast 14 dagar efter föräldrarnas bröllop, dog vid två månaders ålder. Fyra månader före det sista barnets födelse dog maken Jöns i hjärnhinneinflammation, endast 28 år gammal. Inom några veckor kring julen 1867 dog två av barnen i mässling och det tredje i scharlakansfeber. I början av 1868 återstod således endast Johanna Maria Andersson och dottern Hedda av den stora familjen.
För att undvika att bli anmäld för kvacksalveri, som modern Elna Hansson blivit, begav sig Johanna Maria Andersson till Stockholm för att avlägga fältskärsexamen. Enligt dottern Hedda Andersson, i en utsaga till kyrkoherden Hagbard Isberg, behövde Johanna Maria Andersson aldrig slutföra utbildningen. Detta på grund av att hon skulle ha behandlat kung Karl XV, som blivit så imponerad av hennes färdigheter att han utfärdat ett certifikat som gav henne rätt att sköta sin praktik. Det finns inga andra uppgifter som stöder Hedda Anderssons och Hagbard Isbergs berättelse. Hedda Andersson skall ha bevarat certifikatet, som kan ha blivit utslängt tillsammans med en mängd andra brev och dokument vid hennes död år 1950.
Det finns nästan inga uppgifter alls om Johanna Maria Anderssons verksamhet. Hon var inte lika känd som sin moder, men att döma av hennes ekonomiska förhållanden hade hon en stor praktik som sår- och benbrottsläkare. Mot slutet av sitt liv fick hon dock så svåra ledbesvär att hon tvingades att upphöra med sin verksamhet och blev bunden till rullstol. Hon flyttade då till dottern Hedda Andersson i Stockholm, där hon dog 1907.
Dottern Hedda Andersson fick studera medicin och blev 1892 Sveriges andra kvinnliga läkare. Den sjunde generationen läkekvinna blev således en legitimerad, av samhället erkänd doktor.